# ペトロパヴロフスク級戦艦
| ペトロパヴロフスク級戦艦                 | ペトロパヴロフスク級戦艦 |
| ---------------------------------------- | --- |
| 竣工時の「ペトロパヴロフスク」           | |
| 艦級概観                                 | |
| 艦種                                     | 戦艦 |
| 艦名                                     | 帝政ロシアの戦場名 |
| 所属                                     | ロシア海軍 大日本帝国海軍 |
| 前級                                     | シソイ・ヴェリキィー |
| 次級                                     | ロスティスラブ |
| 性能諸元（スペックはネームシップのもの） | |
| 排水量                                   | 常備：10,960トン 満載：11,500トン |
| 全長                                     | 114.6m |
| 水線長                                   | 112.5m |
| 全幅                                     | 21.33m |
| 吃水                                     | 7.9m |
| 機関                                     | 形式不明石炭・重油混焼円缶14基 +直立型三段膨張式三気筒レシプロ機関2基2軸 |
| 最大出力                                 | 11,255hp |
| 最大速力                                 | 16ノット |
| 航続距離                                 | 10ノット/3,500海里 |
| 燃料                                     | 石炭：1,050トン |
| 乗員                                     | 662名 |
| 兵装                                     | 30.5cm（40口径）連装砲2基 15.2cm（45口径）連装速射砲4基&同単装速射砲4基 オチキス 4.7cm（43口径）単装機砲12基 オチキス 3.7cm（23口径）速射砲28基 パラノフスキー 6.35cm（19口径）野砲2基 38.1cm水上魚雷発射管4門 45.7cm水中魚雷発射管2門 機雷50発                                                                  |
| 装甲                                     | ニッケル鋼 舷側：406mm（機関部のみ）、305mm（弾薬庫部） 水密隔壁：229mm（前面）、203mm（後面） 甲板：63mm（平坦部）、76mm（傾斜部） 主砲塔：254mm（前盾・側盾）、50.8mm（天蓋） バーベット：254mm（最厚部） 副砲塔：127mm（前盾・側盾）、25.4mm（天蓋）、127mm（基部） バーベット：254mm（最厚部） 司令塔：229mm |

ペトロパヴロフスク級戦艦はロシア帝国海軍が就役させた前弩級戦艦。本級の計画直前、大日本帝国海軍が相次いで12インチ砲戦艦を購入していたことから、ロシア帝国海軍は対抗策を必要としていた。ロシア戦艦として当時の列強の戦艦と比較しても劣らないものとして評価された初の艦級であった。3隻が建造されたが日露戦争で2隻が失われ、1隻が日本に鹵獲されたが後に返還された。

## 艦形

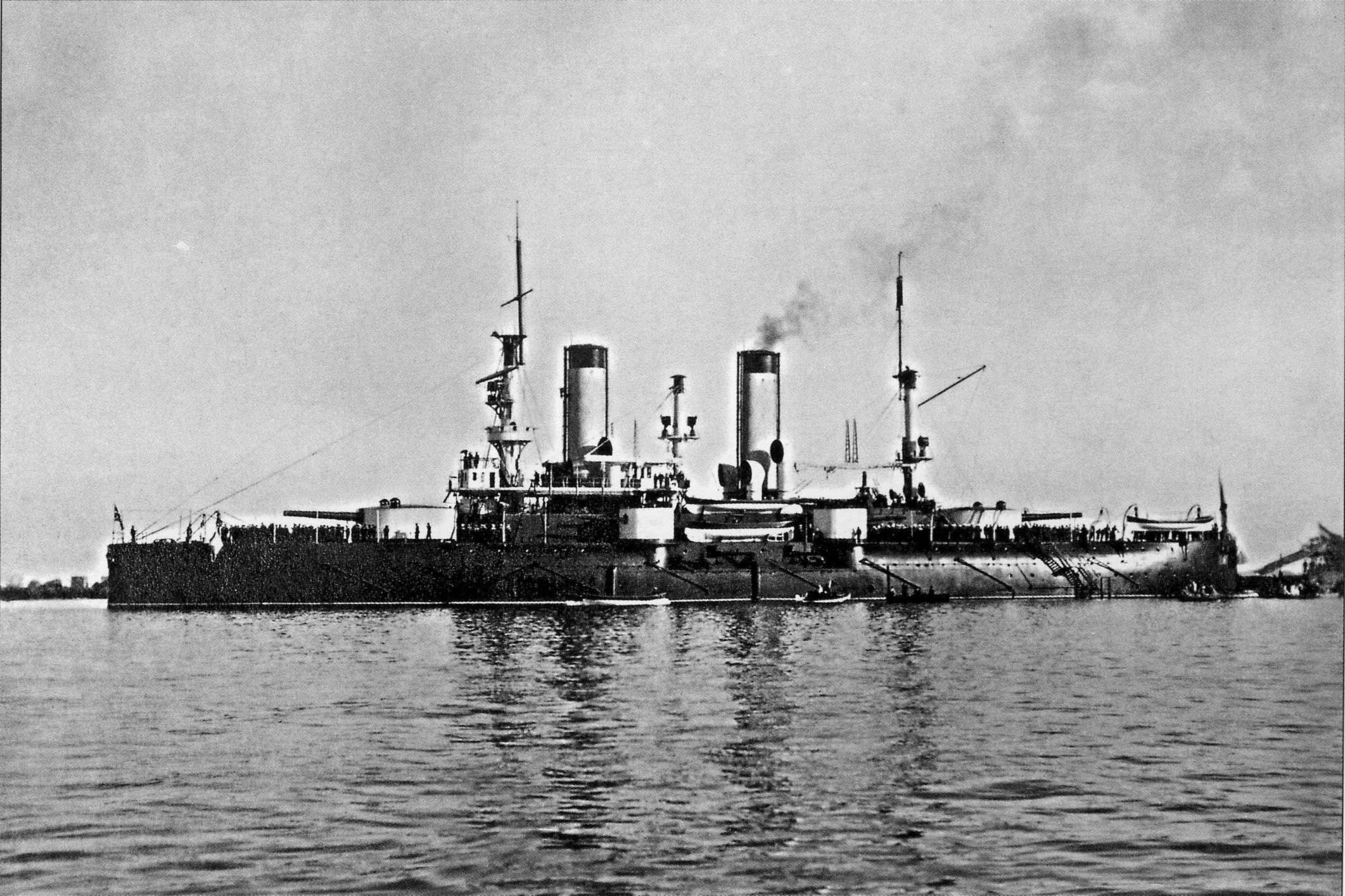
左舷から撮られた「ペトロパヴロフスク」。

本級の船体形状は乾舷の高い平甲板型船体であるが、「ツェサレーヴィチ」と同様に強く引き絞られた特徴的なタンブル・ホーム型船体となっている。これは、水線部から上の構造を複雑な曲線を用いて引き絞り、船体重量を軽減できる船体方式で、他国では同時期のドイツ海軍、アメリカ海軍の前弩級戦艦や巡洋艦などに多く採用された艦形である。外見上の特徴として水線下部の艦首・艦尾は著しく突出し、かつ舷側甲板よりも水線部装甲の部分が突出すると言った特徴的な形状をしている。このため、水線面から甲板に上るに従って甲板面積は小さくなる傾向にある。これは、舷側に配された備砲の射界を船体で狭めずに広い射界を得られることや、当時の装甲配置方式では船体の前後に満遍なく装甲を貼る「全体防御方式」のために船体が短くなればその分だけ装甲を貼る面積が減り、船体の軽量化が出来るという目的に採られた手法である。
ほぼ垂直に切り立った艦首から艦首甲板に30.5cm連装主砲塔が1基、その背後に司令塔を組み込んだ艦橋からミリタリーマストが立つ。ミリタリーマストとはマストの上部あるいは中段に軽防御の見張り台を配置し、そこに37mm～47mmクラスの機関砲(速射砲)を配置した物である。これは、当時は水雷艇による奇襲攻撃を迎撃するために遠くまで見張らせる高所に対水雷撃退用の速射砲あるいは機関砲を置いたのが始まりである。形状の違いはあれどこの時代の列強各国の大型艦に多く用いられた様式であった。

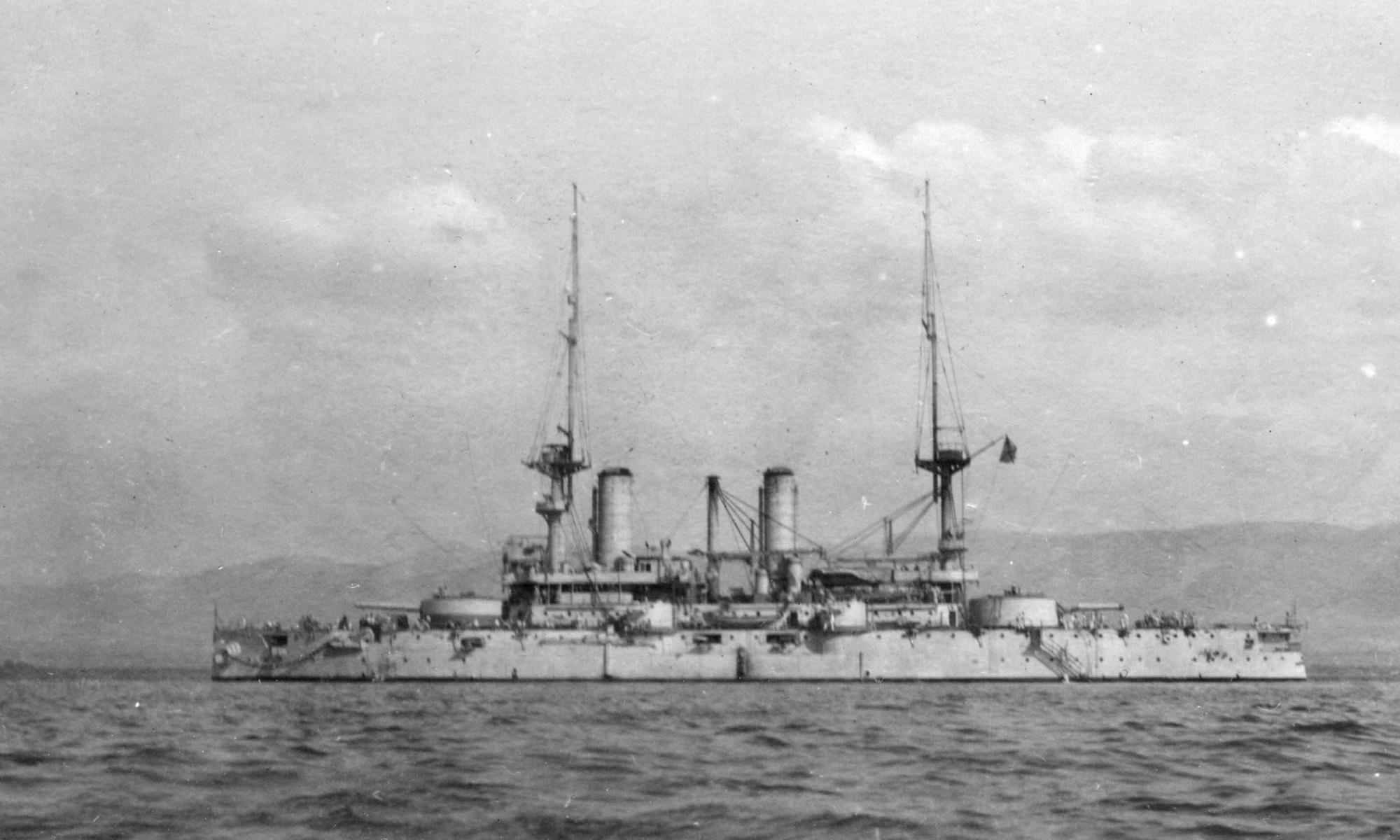
1916年に撮られたポルタヴァ改め「チェスマ」。

本艦のミリタリーマストは内部に階段を内蔵した円筒状となっており、頂部に見張り台が設けられた。前部ミリタリー・マストの背後には断面図が小判型の煙突が二本立ち、その周囲は艦載艇置き場となっており、煙突の間に片舷1基ずつ設けられたクレーン計2基により副砲塔を避けて水面に上げ下ろしされた。舷側甲板上には副砲の15.2cm速射砲12門のうち8門を連装式の副砲塔に収めて背中わせに片舷2基ずつ計4基、残り4門を副砲塔2基の間の舷側ケースメイト（砲郭）配置で2基ずつ計4基4門を配置した。艦載艇置き場の後部には後部ミリタリー・マストが立ち、その後ろの後部甲板上に30.5cm連装主砲塔が後向きに1基配置された。この配置により艦首尾線方向に最大30.5cm砲2門・15.2cm砲４門が指向でき、左右方向には最大30.5cm砲4門・15.2cm砲6門が指向できた。

## 武装

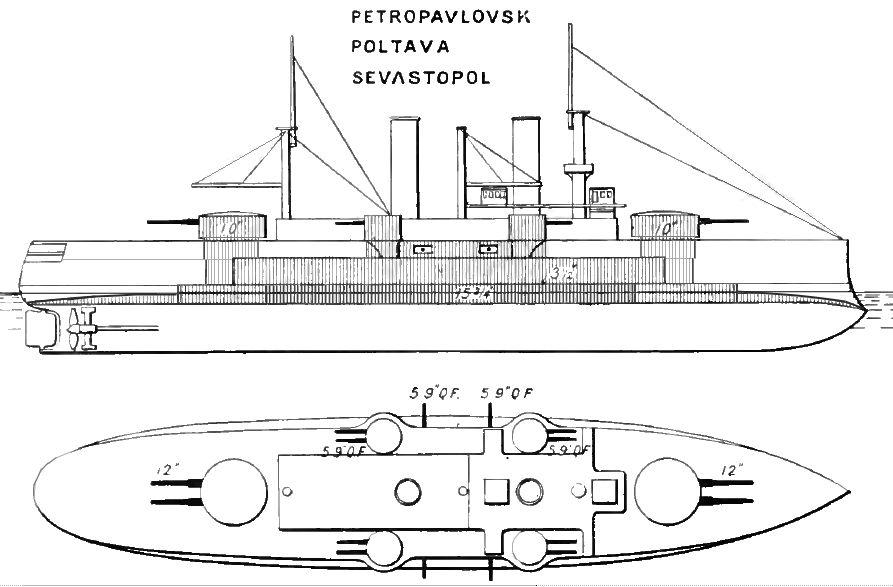
本級の武装・装甲配置を示した図。

### 主砲
主砲は前級に引き続き「Pattern 1895 30.5cm（40口径）砲」を採用した。その性能は331.7kgの砲弾を、仰角15度で14,640mまで届かせられ、射程5,490mで201mmの舷側装甲を貫通できた。この砲を新設計の連装砲塔に収めた。俯仰能力は仰角15度、俯角5度である。旋回角度は単体首尾線方向を0度として左右135度の旋回角度を持つ、主砲身の俯仰・砲塔の旋回・砲弾の揚弾・装填は主に蒸気ポンプ動力による水圧で行われ、揚弾機は電力で共に補助に人力を必要とした。発射速度は毎分1発の設計であった。

### その他の備砲・水雷兵装
副砲には「Pattern 1892 15.2cm（45口径）速射砲」を採用した。その性能は41.4kgの砲弾を仰角20度で11,520mまで届かせられ、射程5,490mで43mmの装甲を貫通できた。この砲を新設計の連装砲塔4基に収め、他に舷側中央部に単装砲架で4基搭載した。俯仰・旋回能力は砲塔形式で仰角20度・俯角6度で旋回角度は135度で発射速度は毎分3発、単装砲架では仰角20度・俯角5度で旋回角度は100度で発射速度は毎分5発の設計であった。砲塔の旋回・砲弾の揚弾・装填は主に電力で砲身の俯仰は人力を必要とした。
他に対水雷艇迎撃用にフランスのオチキス社の4.7cm砲をライセンス生産した「Pattern 1873 4.7cm（43.5口径）速射砲」を採用した。その性能は1.5kgの砲弾を仰角10度で4,575mまで届かせられた。この砲を単装砲架で20基を搭載し、うち4基は艦載艇の武装として別個に配置した。俯仰能力は仰角25度・俯角23度である。砲身の俯仰・砲塔の旋回・砲弾の揚弾・装填は主に人力を必要とした。発射速度は毎分50発であった。その他に近接火器として3.7cm速射砲を単装砲架で28基を搭載した。対地攻撃用に「パラノフスキー6.35cm（19口径）野砲」を2基搭載した。対艦攻撃用に38.1cm魚雷発射管を単装で1番主砲塔の側面と後部マストの側面に1門ずつ計4門、45.7cm水中魚雷発射管を艦首の側面に片舷1門ずつ計2門装備した。

## 機関
本級のボイラー数は「ペトロパヴロフスク」と「ポルタヴァ」は12基で、「セヴァストポリ」のみ14基で異なっていた。ボイラー室は中央隔壁と横隔壁で「田」の字のように4室に区切られており、ボイラー室2部屋に煙突1本が割り振られて計2本煙突となっていた。推進機関は直立型の三段膨張式四気等レシプロ機関2基2軸推進で要求性能は10,600馬力であったが、幾度かの改修の結果「ペトロパブロフスク」は11,213馬力で16ノットを発揮した。
なお、「ポルタヴァ」が日本海軍に鹵獲され「丹後」となった時に老朽化したボイラーを搭載形式はそのままに宮原式石炭専焼水管缶16基に換装し、これにより推進機関はそのままで最大出力は10,600hpへとアップしたことにより最大速力も16.2ノットへと向上した。燃料は石炭950トン搭載時に10ノットで3,000海里の航続能力を得た。

## 同型艦

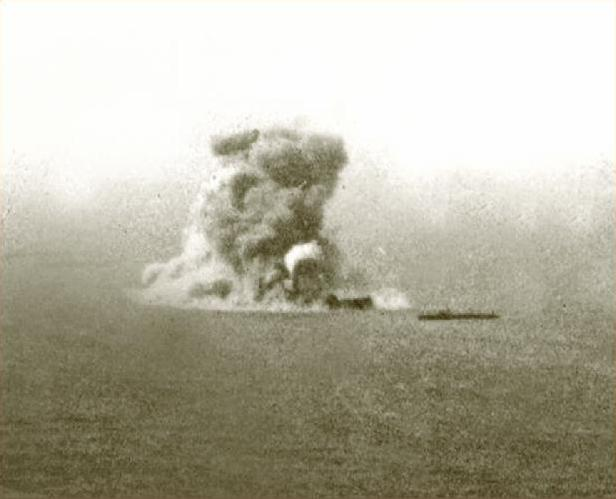
旅順港攻撃作戦の一環として行われた機雷敷設により、火薬庫やボイラーの爆発を起こし轟沈するペトロパヴロフスク

- ペトロパヴロフスク（Петропавловск）：1892年起工、1899年就役。太平洋艦隊旗艦として活動していたが1904年4月13日、旅順港外で触雷して爆沈、この時に名将ステパン・マカロフ提督も戦死。

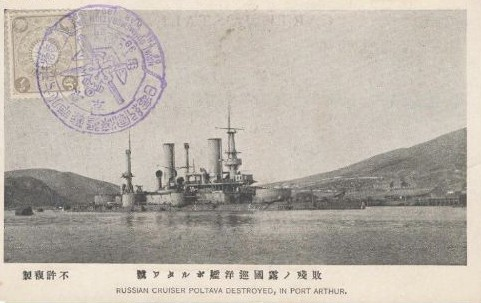
旅順要塞開城後。旅順港内で着底しているポルタヴァ

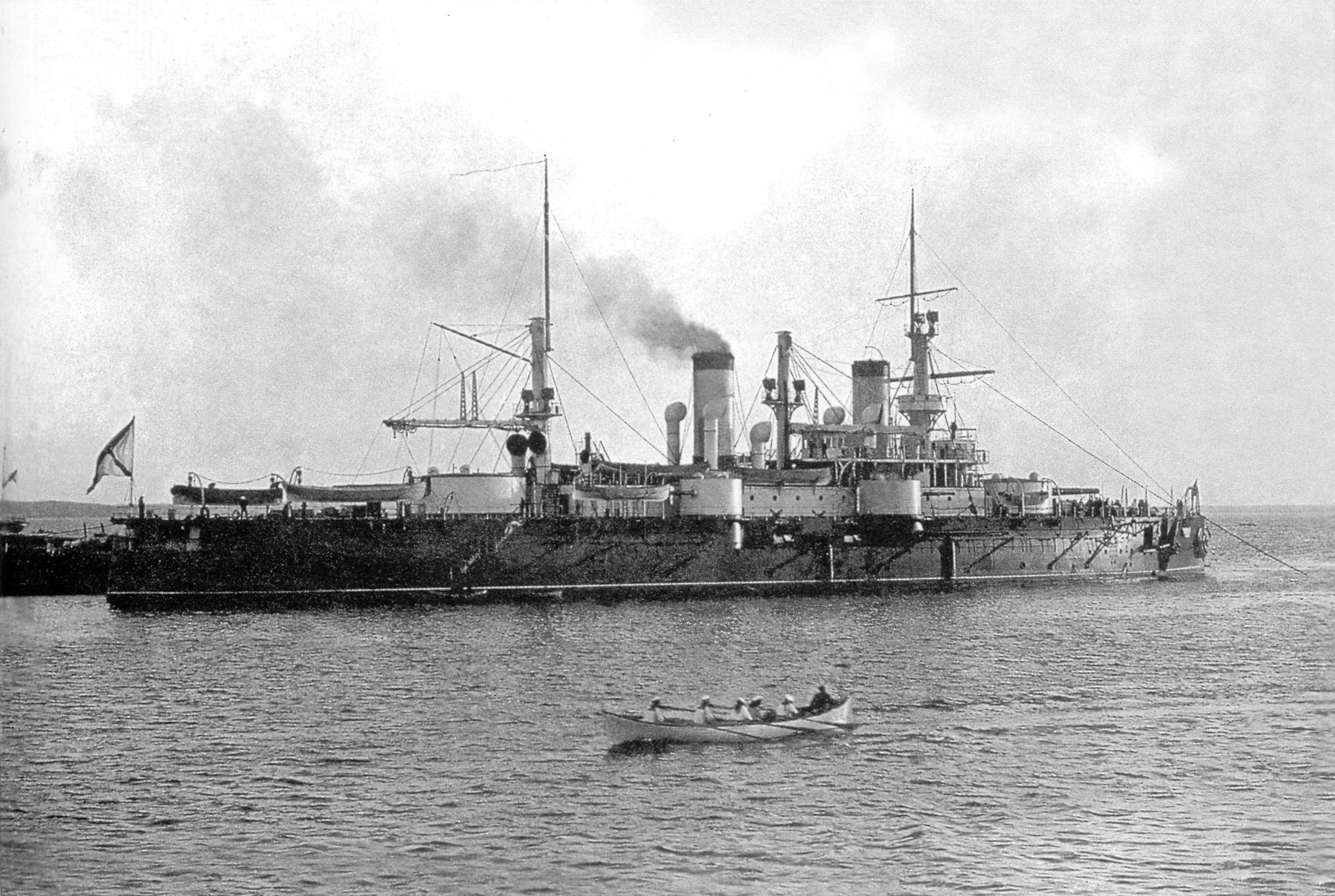
1900年9月クロンシュタット港のセヴァストポリ

- ポルタヴァ（Полтава）：1892年起工、1900年就役。黄海海戦に参加。203高地陥落後に二十八糎砲による砲撃で大破、着底。戦争終盤に引き上げられて鹵獲された。日本海軍名は丹後。第一次世界大戦時にロシアに返還されチェスマー（Цесма）となる。1924年解体。

- セヴァストポリ（Севастополь）：1892年起工、1900年就役。黄海海戦に参加。203高地陥落後にニコライ・フォン・エッセン艦長の指揮下で旅順港外まで脱出、停泊中に駆逐艦と水雷艇の攻撃により着底。鹵獲されるのを避けるために旅順開城当日の1905年1月2日に沖合まで進み自沈、日本による引き上げは断念された。